# Escurial (kommunhuvudort)
Escurial är en kommunhuvudort i Spanien.   Den ligger i provinsen Provincia de Cáceres och regionen Extremadura, i den centrala delen av landet, 230 km sydväst om huvudstaden Madrid. Escurial ligger 317 meter över havet och antalet invånare är 883.
Terrängen runt Escurial är platt, och sluttar söderut. Runt Escurial är det ganska glesbefolkat, med 45 invånare per kvadratkilometer. Närmaste större samhälle är Miajadas, 2,8 km sydväst om Escurial. Trakten runt Escurial består till största delen av jordbruksmark.